# Hydrochus
Hydrochus är ett släkte av skalbaggar som beskrevs av Leach 1817. Hydrochus ingår i familjen gyttjebaggar.
Hydrochus är enda släktet i familjen gyttjebaggar.

## Dottertaxa tillHydrochus, i alfabetisk ordning[1][2]
- Hydrochus angustatus
- Hydrochus bakkeri
- Hydrochus brevis
- Hydrochus brevitarsis
- Hydrochus brianbrowni
- Hydrochus callosus
- Hydrochus crenatus
- Hydrochus currani
- Hydrochus daviniaae
- Hydrochus debilis
- Hydrochus elongatus
- Hydrochus equicarinatus
- Hydrochus excavatus
- Hydrochus foveatus
- Hydrochus granulatus
- Hydrochus hanoewanti
- Hydrochus ignicollis
- Hydrochus jaechi
- Hydrochus jiawanae
- Hydrochus megaphallus
- Hydrochus minimus
- Hydrochus monishi
- Hydrochus neosquamifer
- Hydrochus obscurus
- Hydrochus pajnii
- Hydrochus pallipes
- Hydrochus pseudosquamifer
- Hydrochus roomylae
- Hydrochus rufipes
- Hydrochus rugosus
- Hydrochus scabratus
- Hydrochus schereri
- Hydrochus setosus
- Hydrochus simplex
- Hydrochus soesae
- Hydrochus spangleri
- Hydrochus squamifer
- Hydrochus subcupreus
- Hydrochus tarsalis
- Hydrochus vagus
- Hydrochus variolatus
- Hydrochus yadavi